# 오스틴 아즈텍스
오스틴 아즈텍스(Austin Aztex Football Club)는 유나이티드 사커 리그에 소속된 미국의 프로축구단으로 텍사스주 오스틴을 연고지로 하고 있으며 하우스 파크를 홈 경기장으로 사용하고 있다.

## 역대 홈경기장
| 경기장      | 사용기간      | 장소            | 팀명            | 비고 |
| ----------- | ------------- | --------------- | --------------- | ---- |
| 하우스 파크 | 2012년~2015년 | 텍사스주 오스틴 | 오스틴 아즈텍스 | 빈칸 |

## 메이저 리그 사커제휴팀
- 없음

## 같이 보기
- 오스틴 아즈텍스 FC